# Demodex folliculorum
Demodex folliculorum ist eine Milbenart aus der Familie der Haarbalgmilben (Demodicidae). Neben ihrer Schwesterart Demodex brevis ist sie eine der beiden Milbenarten, die die menschliche Haut besiedeln, beide Arten werden auf Deutsch Haarbalgmilbe genannt.
Demodex folliculorum tritt bei fast jedem Menschen mit zunehmendem Alter auf und ist normalerweise ein harmloser Kommensale, kann aber bei verstärktem Befall auch Krankheiten auslösen.

## Beschreibung

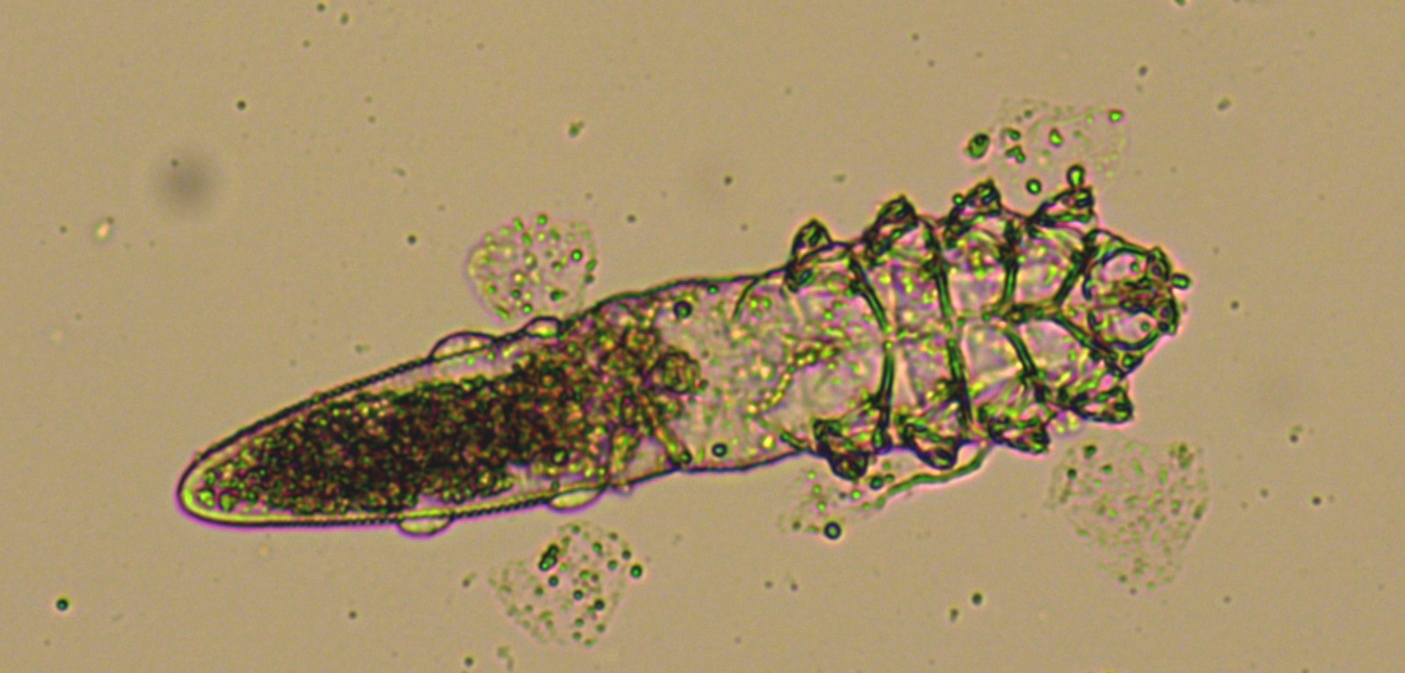
Aufnahme im Lichtmikroskop

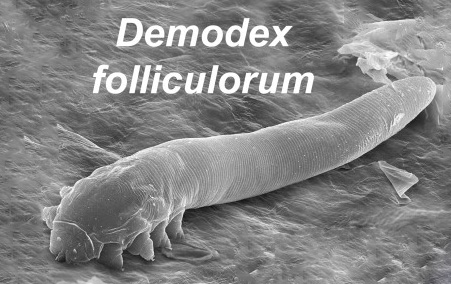
Elektronenmikroskopische Aufnahme

Der Körper der Tiere ist fast durchsichtig. Neben Eiern und Larven finden sich als weitere Stadien vor dem Erwachsenenstadium Protonymphe und Nymphe.

### Männliche Tiere
Männchen erreichen eine mittlere Länge von 280 Mikrometer, 70 Prozent davon entfallen auf den Hinterleib, der Vorderleib ist somit etwa 0,1 Millimeter lang. Der trapezförmige Mundbereich (Gnathosoma) ist am Ansatz breiter als lang, der hufeisenförmige Pharynxbulbus nach hinten offen, seitlich unterhalb des Gnathosoma befinden sich sehr kleine Borsten. Die auf den Coxen liegenden, nach hinten weisenden Dornen sind zapfenartig.
Die vier Beinpaare des adulten Tieres befinden sich auf der Bauchseite des vorderen Körperteils, des Podosoma, sie sind in regelmäßigen Abständen angeordnet. An jeder Fußwurzel finden sich je zwei am äußeren Ende zweigeteilte Klauen mit einem nach hinten weisenden, großen Sporn. Die Pedipalpen haben fünf winzige, zurückgebogene Klauen. Solenidien finden sich an den ersten beiden Beinpaaren, fehlen aber an den dritten und vierten. Die Epimeralplatten stoßen an der Mittellinie aneinander. Der Penis ist 24 Mikrometer lang.
Die auf der Rückenseite auf Höhe des zweiten Beinpaars gelegene Genitalöffnung ist ein schmaler Einschnitt in einer kleinen, dreieckigen Aufwölbung. Die auf der Rückenseite des Podosoma stehenden Borsten sind rund, das hintere Paar steht dabei auf Höhe der Genitalöffnung und näher zueinander als das vordere Paar. Der hinter den Beinen liegende Teil des Körpers, das Opisthosoma, ist quergefurcht und am Ende gerundet. 
Frühere Untersuchungen gingen davon aus, dass ein Darmausgang fehlt. Dies ist allerdings nach neueren Untersuchungen nicht der Fall.

### Weibliche Tiere
Die weiblichen Tiere sind bei gleichen Proportionen größer als die Männchen, sie erreichen eine mittlere Länge von 290 Mikrometer, äußerstenfalls bis zu 440 Mikrometer. Das Gnathosoma ist jenem der Männchen gleich, aber um durchschnittlich rund 2 Mikrometer breiter und länger. Die Beine und Epimeralplatten sind gleich jenen der Männchen. Die auf der Rückenseite des Podosoma stehenden Borsten sind tränenförmig, das hintere Paar steht dabei weiter auseinander als das vordere Paar.
Die Vulva ist ein 8,5 Mikrometer langer, einfacher Längseinschnitt zwischen dem vierten Epimeralplattenpaar und wird im hinteren Teil von diesem überdeckt. Das Opisthosoma ist gleich jenen der Männchen. Der fingerförmige, 13 Mikrometer lange Enddarm endet im abschließenden Viertel des Opisthosomas.

### Eier und Larven
Die pfeilspitzenförmigen Eier sind rund 100 Mikrometer lang und an der mittleren Ausbuchtung 42 Mikrometer breit.
Die schlanken, wurmförmigen Larven sind im Mittel 280 Mikrometer lang, am breitesten mit bis zu 33 Mikrometern sind sie zwischen dem zweiten und dritten Beinpaar. Die Palpen bestehen aus zwei Segmenten, der Tarsenabschnitt weist fünf zurückgebogene Klauen mit je einem Zinken auf. Der hufeisenförmige Pharynxbulbus ist nach hinten offen, Borsten unterhalb des Gnathosoma fehlen.
Die auf den Coxen deutlich hervorragenden, zur Seite weisenden Dornen sind zapfenartig. Die Beine bestehen aus zwei Segmenten, an den Tarsen steht eine dreifach gegabelte Klaue und seitlich nach vorn ragt ein Sporn hervor. Auf Höhe des zweiten bzw. dritten Beinpaars finden sich jeweils Epimeralplattenpaare. Der Körper ist hinter dem letzten Beinpaar schwach quergefurcht.

### Protonymphe und Nymphe
Protonymphen sind mit rund 360 Mikrometern Länge deutlich länger als die Larven, am breitesten mit bis zu 36 Mikrometern sind sie zwischen dem zweiten und dritten Beinpaar. Das Gnathosoma ähnelt jenem der Larve, ebenso die Beine, die in einem Paar dreigeteilten Klauen enden. Zwischen jedem Beinpaar finden sich Epimeralplattenpaare. Der Körper ist hinter dem dritten, letzten Beinpaar schwach quer gefurcht.
Mit rund 390 Mikrometer Länge ist die schlanke, wurmförmige Nymphe unter allen Stadien das längste. Sie erreicht ihre mit 41 Mikrometern größte Breite am dritten Beinpaar. Das Gnathosoma ähnelt jenem der Larve, ist aber breiter und länger. Zwischen jedem der jetzt vier Beinpaare finden sich Epimeralplattenpaare, hinter dem vierten Beinpaar ist der Körper schwach quer gefurcht.

## Lebensweise
Die Tiere sind geschlechtsunabhängig und wirtsspezifisch bei Menschen aller Hautfarben und Herkunft verbreitet, wenngleich in unterschiedlich starker Häufigkeit. So fanden sich Haarbalgmilben (nicht differenziert zwischen Demodex folliculorum und Demodex brevis) auf Tokelau bei 7,6 Prozent, bei Untersuchungen in West-New-York hingegen bei 55 Prozent der Untersuchten. Sie besiedeln annähernd jeden Menschen im Laufe seines Lebens; während Neugeborene noch unbefallen sind, sind sie bei über 70-Jährigen zu 100 Prozent zu finden.
Demodex folliculorum besiedelt die Haarfollikel oberhalb der Talgdrüse vorzugsweise des menschlichen Gesichtes, findet sich aber auch in Brüsten, gelegentlich Knien, der Zunge und der Vorhaut. Die Tiere überleben auch den Tod ihres Wirtes für einige Zeit, entsprechende Berichte reichen von 8 Tagen in bereits stark verwestem Gewebe bis hin zu 14 Tagen.
Die Tiere ernähren sich von Talg, dem Sekret der Drüse. Meist bewohnen drei oder mehr Tiere einen Follikel. Das Gnathosoma ist dabei stets nach unten gewandt, die Beine zum Epithel des Follikels, das lange Körperende schaut bei erwachsenen Tieren gelegentlich deutlich aus der Follikelöffnung heraus.
Die Lebensdauer beträgt etwa zwei Wochen.

## Systematik
Demodex folliculorum wurde 1842 durch den Dermatopathologen Gustav Simon als Acarus folliculorum erstbeschrieben. Richard Owen platzierte sie dann 1843 in einer eigenen Gattung, der aus dem Griechischen herrührende Name Demodex bedeutet so viel wie „Schmalzbohrwurm“ und verweist auf die Erstfunde im menschlichen Ohrkanal. 1963 trennte L. Akbulatova die Art in zwei Unterarten, Demodex folliculorum longus und Demodex folliculorum brevis, denen Clifford Desch und William B. Nutting 1972 dann jeweils Artrang zusprachen.

## Pathogenität
Die genaue medizinische Bedeutung von Demodex folliculorum ist noch nicht geklärt, sie gelten als fakultativ pathogen, eine durch sie ausgelöste Erkrankung ist also möglich, aber nicht zwingend. Faktoren wie Alter oder ein schlechter Allgemeinzustand begünstigen die Zunahme der Anzahl der Tiere ebenso wie bereits bestehende Erkrankungen beim Patienten (z. B. AIDS). In der Regel ist der Befall folgenlos, gelegentlich aber kann es zu sogenannten Demodikosen kommen. Wenn dann eine besonders hohe Milbendichte erreicht ist, können Hautkrankheiten auftreten, die der Akne oder der Rosazea ähneln. Nicht zuletzt haben die Tiere auch ein gewisses Potential als Krankheitsüberträger insbesondere von Bakterien, die sie über ihre Oberfläche in die Talgdrüsen einführen. Auch eine Entzündung der Augenlider (Blepharitis) ist möglich.
Drei Varianten der Demodikosen sind dabei zu unterscheiden, nämlich
- Pityriasis folliculorum, eine Rötung der Haut mit Keratosen der Follikel und follikulärer Schuppung, wodurch sich die Haut sandpapierartig anfühlt.
- die Rosazea-ähnliche Demodikose (die nur schwer von der echten Rosazea zu unterscheiden ist, in mancher Literatur wird auch ein Zusammenhang zwischen Demodex und der eigentlichen Rosazea angenommen)[9][10]
- sowie die granulomatöse Demodikose, die schwere Entstellungen zur Folge haben kann.

Die Therapie ist – insbesondere bei Patienten mit granulomatöser Demodikose – nicht einfach, topische Anwendungen sind meist erfolglos.